# Piger til søs
Piger til søs er en dansk komediefilm fra 1977 instrueret og skrevet af Finn Henriksen. Foruden Piger i trøjen og Piger i trøjen 2 findes denne film, Piger til søs. Fælles for de tre film er de fire veninder Marianne Valdorff, Vibsen, Magda Gammelgaard og Irmgard Martinsen.
Genre
De tre film "Piger i trøjen" (1975), "Piger i trøjen 2" (1976) og "Piger til søs" (1977) udgør en trilogi om kvinder i forsvaret, som minder om Soldaterkammerater-serien (1958-1968).

## Medvirkende
- Helle Merete Sørensen
- Ulla Jessen
- Marianne Tønsberg
- Karl Stegger
- Henning Jensen
- Finn Nielsen
- Ole Søltoft
- Søren Strømberg
- Torben Jensen
- Torben Jetsmark
- Dirch Passer
- Pierre Miehe-Renard
- Claus Nissen
- Per Pallesen
- Jens Brenaa
- Kjeld Nørgaard
- Arthur Jensen
- Lille Palle
- Cæsar